# Anna Laszuk
Anna Laszuk (9. listopadu 1969 Varšava – 12. října 2012 Varšava) byla polská rozhlasová novinářka, publicistka, feministka a aktivistka LGBT hnutí.

## Životopis
Navštěvovala Státní hudební gymnázium Karola Szymanowského ve Varšavě (Liceum Muzyczne im. Karola Szymanowskiego w Warszawie) a po získání diplomu hudebník instrumentální hudby rok studovala hru na klavír na Hudební akademii F. Chopina (Uniwersytet Muzyczny Fryderyka Chopina) ve Varšavě. Profesně působila nejprve jako instruktorka v Paláci mládeže (Pałac Młodzieży) v Lodži a vedla sociálně-terapeutické dílny. Po přestěhování se do Varšavy vyučovala v Rehabilitačním centru a vedla dílnu autorské písně a hudební a divadelní dílny v Kulturním centru „Muranów“.
Od roku 2000 Anna Laszuková pracovala pro rádio TOK FM, kde vedla rozhlasový pořad Komentarze (Komentáře). Laszuková byla šéfredaktorkou polského nepravidelného feministicko-lesbického časopisu Furia, kromě toho také vedla amatérský divadelní soubor a socioterapeutické aktivity pro děti.
Zemřela 12. října 2012 na rakovinu a je pohřbena na Severním komunálním hřbitově ve Varšavě (Cmentarz Komunalny Północny w Warszawie).
TOK FM zřídil od roku 2013 výroční cenu Anny Laszuk, která se uděluje za „odvážnou, nekonvenční, neobvyklou činnost, práci nebo projev, který měl významný vliv na veřejné povědomí a změnu polského života.“

## Publikační činnost
- Mała książka o homofobii. Warszawa: Czarna Owca, 2010. 102 s. (Bez tabu). ISBN 978-83-7554-241-7. je určená pro dospívající mládež, přístupnou formou vysvětluje pojmy homofobie a diskriminace.
- Dziewczyny, wyjdźcie z szafy!. 1. vyd. Płock: Fundacja Lorga, 2007. 270 s. ISBN 978-83-923554-1-0. – sbírka desítek rozhovorů a reportáží o polských lesbách